# NGC 509
NGC 509 ist eine Linsenförmige Galaxie vom Hubble-Typ SB0/a im Sternbild Fische auf der Ekliptik. Sie ist schätzungsweise 105 Millionen Lichtjahre von der Milchstraße entfernt und hat einen Durchmesser von etwa 50.000 Lichtjahren. Vom Sonnensystem aus entfernt sich die Galaxie mit einer errechneten Radialgeschwindigkeit von näherungsweise 2.300 Kilometern pro Sekunde.
Sie gilt als Teil der 11 Galaxien umfassenden Lyons Groups of Galaxies LGG 23 unter NGC 524. Die Typ-Ibc-Supernova PSN J01232438+0925545 wurde hier beobachtet.
Das Objekt wurde am 1. Oktober 1864 von dem deutschen Astronomen Albert Marth entdeckt.

## Galaktisches Umfeld
| Nr. | Galaxie          | Alternativname            | Rek          | Dek          | Distanz/asec |
| --- | ---------------- | ------------------------- | ------------ | ------------ | ------------ |
| →   | NGC 509          | LEDA/PGC 5080             | 01h23m24.09s | +09d26m00.8s | 0            |
| 1   | LEDA/PGC 1363949 | NSA 129315                | 01h23m09.45s | +09d21m26.8s | 350.60       |
| 2   | NGC 505          | LEDA/PGC 5036             | 01h22m57.10s | +09d28m08.0s | 419.30       |
| 3   | LEDA/PGC 87285   | WISEA J012305.23+092035.6 | 01h23m05.30s | +09d20m35.0s | 428.78       |
| 4   | NGC 516          | LEDA/PGC 5148             | 01h24m08.07s | +09d33m06.1s | 777.17       |
| 5   | LEDA/PGC 212745  | 2MASX J01241633+0921174   | 01h24m16.32s | +09d21m17.6s | 820.46       |
| 6   | NGC 518          | LEDA/PGC 5161             | 01h24m17.64s | +09d19m51.4s | 874.39       |
| 7   | LEDA/PGC 4994    | CGCG 411-038              | 01h22m31.82s | +09d16m53.2s | 948.02       |
| 8   | LEDA/PGC 1360952 | 2MASX J01234841+0910379   | 01h23m48.41s | +09d10m37.9s | 990.96       |